# Anna Maria Braun (Managerin)
Anna Maria Braun (* 3. Juli 1979) ist eine deutsche Managerin und Juristin. Seit 2019 leitet sie als Vorstandsvorsitzende das Familienunternehmen B. Braun Melsungen AG in 6. Generation.

## Karriere
Anna Maria Braun, Tochter von Ludwig Georg Braun, absolvierte ihr Abitur in Großbritannien. Sie studierte Jura an der Georgetown University in Washington, D.C. mit dem Abschluss Master of Laws. Ab 2007 war sie zwei Jahre lang als Wirtschaftsanwältin tätig. 2009 trat sie in das Familienunternehmen ein.
Ab 2013 leitete sie das Tochterunternehmen B. Braun Medical Industries in Malaysia. Ab 2016 war sie im Vorstand der B. Braun Melsungen AG für die Region Asien-Pazifik verantwortlich. Nachdem zunächst ihr Bruder Otto Philipp Braun für den Vorstandsvorsitz im Gespräch gewesen war, dieser dann aber Anfang 2017 aus dem Unternehmen ausschied, übernahm sie im April 2019 die Firmenleitung.
Anna Maria Braun ist verheiratet und Mutter von drei Kindern.

## Mitgliedschaften
Seit Dezember 2018 gehört sie dem Beirat der Dr. August-Oetker KG an. Sie ist außerdem Mitglied des Kuratoriums der Robert-Koch-Stiftung. Seit September 2024 gehört sie dem Kuratorium der Bertelsmann-Stiftung an.